# Symplectoscyphus macrotheca
Symplectoscyphus macrotheca är en nässeldjursart som först beskrevs av V.S. Bale 1882.  Symplectoscyphus macrotheca ingår i släktet Symplectoscyphus och familjen Sertulariidae. Inga underarter finns listade i Catalogue of Life.